# William F. Bolger

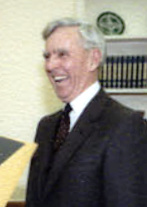
William F. Bolger

William F. Bolger (* 13. März 1923; † 21. August 1989) war der 66. US-Postmaster General und bekleidete diese Stellung zwischen dem 15. März 1978 und dem 1. Januar 1985.

## Werdegang
Bolger fing 1941 seinen beruflichen Werdegang als Finanzangestellter (finance clerk) im alten Postministerium. Als später die Vereinigten Staaten in den Zweiten Weltkrieg eintraten, diente er als Bombenschütze in der United States Air Force. Nach dem Krieg nahm er wieder seine Tätigkeit im Postministerium auf. Während der 1950er Jahre hielt er eine Reihe von Stellungen in der New England Region, wo er Regionaldirektor für Boston wurde. Er war dann von 1972 bis 1975 in New York als Regional Postmaster General für die Eastern Region tätig. Anschließend kehrte er nach Washington zurück, wo er den Posten des Deputy Postmaster General bekleidete.
Während seiner Amtszeit als Postmaster General fuhr der United States Postal Service (USPS) 1983 seinen ersten Finanzüberschuss in mehr als 30 Jahren ein und seinen ersten seit dem Postal Reorganization Act von 1970. Das USPS machte ebenfalls im nachfolgenden Jahr einen Überschuss, was Bolgers letztes Jahr beim USPS war. Ferner bezeugte er das Aufkommen von E-Mails, hantierte mehrere Arbeitskämpfe und brachte die neunziffrigen Postleitzahlen ein, um das steigende Postaufkommen zu handhaben, was insbesondere auf Postwurfsendungen zurückzuführen war.
Das USPS stand in den ersten Jahren von Bolgers Amtszeit als Postmaster General steigenden Kosten gegenüber, insbesondere aus Teuerungen im Transportwesen und Lohnkosten. Infolgedessen wurden die Posttarife dreimal erhöht, mit eingeschlossen zweimal 1981, als die unabhängige Postal Rate Commission zunächst Bolgers Forderung nach einem ersten Frachtsatz in Höhe von 20 Cent zurücknahm, um nur einige Monate später ihre Entscheidung zu revidieren. Ferner nahm Bolger bei den Verhandlungen Anfang der 1980er Jahre gegenüber den größten Postgewerkschaften, zu denen die National Postal Mail Handlers Union und die American Postal Workers Union gehörten, eine unnachgiebige Haltung ein, um die Lohnkosten in Grenzen zu halten. Diese Gewerkschaften beteiligten sich 1970 an dem ersten landesweiten Streik von öffentlichen Angestellten in den Vereinigten Staaten und gingen dabei straffrei aus. Indessen fanden Bolgers Unterredungen bezüglich der Nachwirkungen des Fluglotsenstreiks von 1981 statt, als US-Präsident Ronald Reagan die 11.345 streikenden Mitglieder der Gewerkschaft Professional Air Traffic Controllers Organization feuerte. Als die Verträge der Postgewerkschaften abliefen, konnte Bolger einen Streik abwenden, was allerdings zu Spannungen führte.
Er erhielt den J. Edward Day Award von der Association for Postal Commerce und 1979 die Miles Kimball Medallion von der Mailing and Fulfillment Service Association.